# خان الجديد الكبير

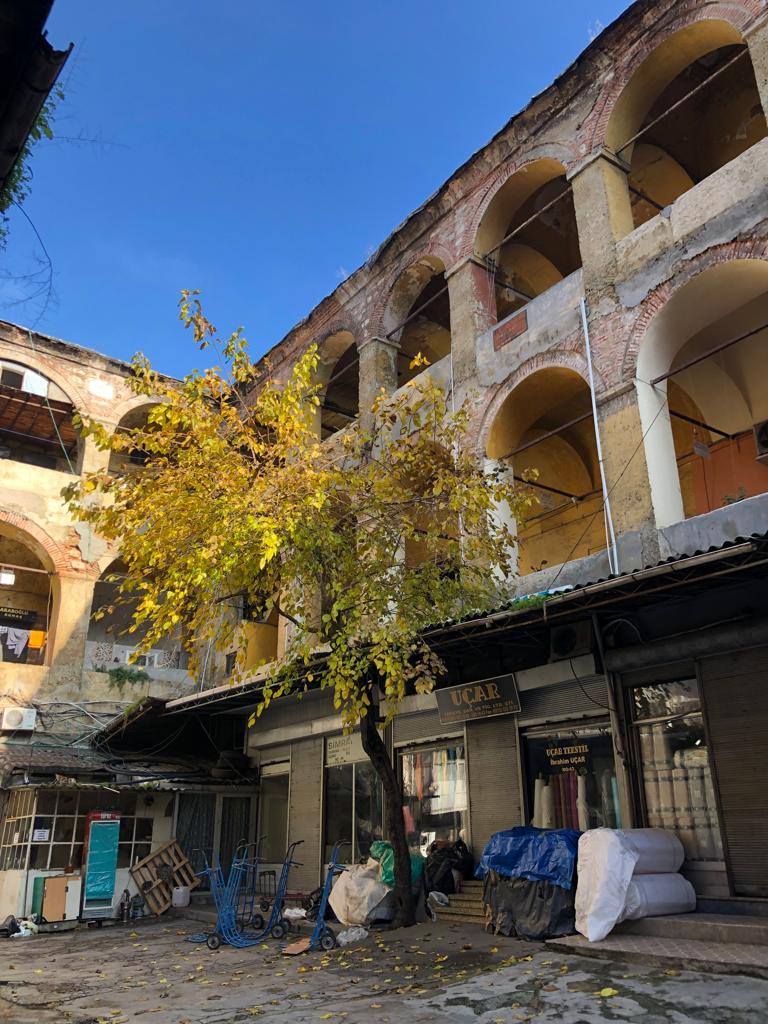
خان الجديد الكبير

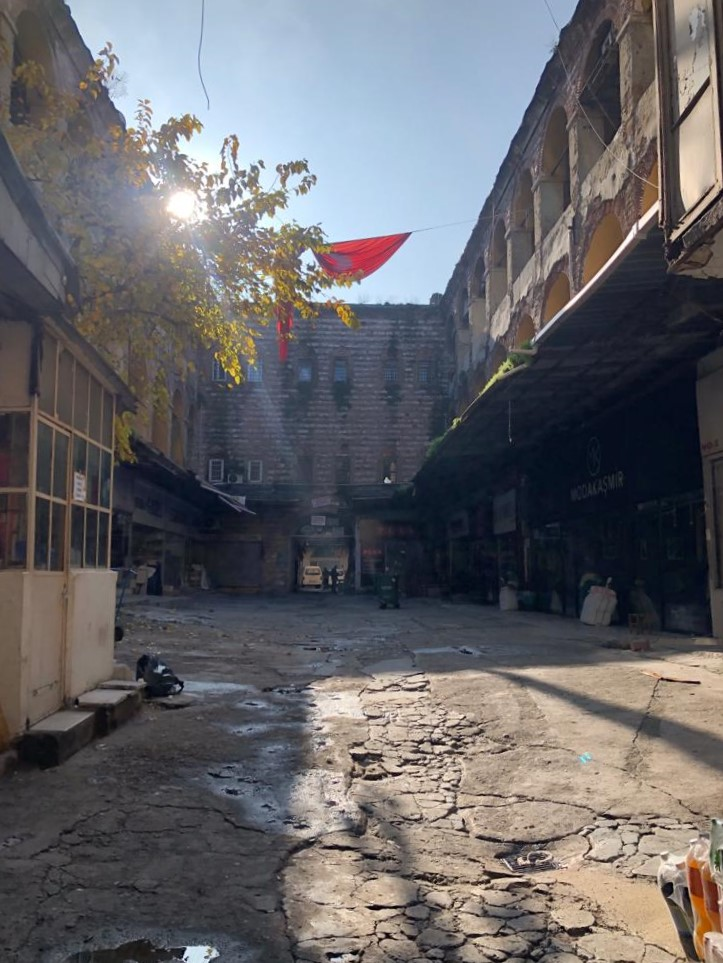
خان الجديد الكبير

خان الجديد الكبير، يقع نزل على تل إرماكماك إرميلر في الفاتح، إسطنبول. أمر السلطان مصطفى الثالث ببنائه في عام 1764. النزل الذي يتكون من ثلاثة طوابق هو مبنى النزل الذي ينتشر على أكبر مساحة في إسطنبول بعد بيج فاليد هان بمساحة 5180 م2 ويتميز بأنه نزل تجاري.
وقد بني على أرض تنحدر في الاتجاهين.
المبنى الذي يحتوي على فناءين مملوك جزئيا حاليا للمؤسسة. وهو من بين النزل المسجلة. ديسمبر. ويعتبر نزلا مؤهلا لأنه يحتوي على ساحات فناء مفتوحة كبيرة وصالات عرض مزينة وصنعة جيدة.

## استخدام
يُذكر أن فندق خان الجديد الكبير، الذي تم بناؤه في عام 1912، كان يضم محلات صرافة داخله. بالإضافة إلى ذلك، تم تأسيس “صندوق الأمان” في نفس الموقع، وهو مؤسسة مالية كانت تمنح القروض للموظفين الحكوميين، ولكنها انحلت فيما بعد. عندما تم إنشاء نزل آخر في شارع بانكالار، انتقل الصرافون إلى هناك. كما شهد الفندق استخدامًا عسكريًا مؤقتًا من قبل قوات الاحتلال خلال فترة ما بعد الحرب العالمية الأولى.
بالإضافة إلى المعلومات التي تفيد بأن النساجين عملوا أيضًا في النزل، يُذكر أنه لا تزال هناك أنوال في النزل حتى اليوم. 
ويذكر أن صياغة الفضة انتقلت أيضًا إلى النزل في الثمانينيات.
اليوم، يتم تنفيذ تجارة الجملة وتصنيع الفضة في بويوك يني هان.
كانت ساحتا المبنى بمثابة مواقف سيارات للمستخدمين، وكانت تتم عمليات تحميل الورش والمستودعات بإدخال المركبات إلى الفناء. لكن هذا الوضع لم يكن محببًا لدى الخبراء، حيث كان يضر بأرضية النزل ويؤثر على الهيكل بالاهتزازات.

## الميزات المعمارية

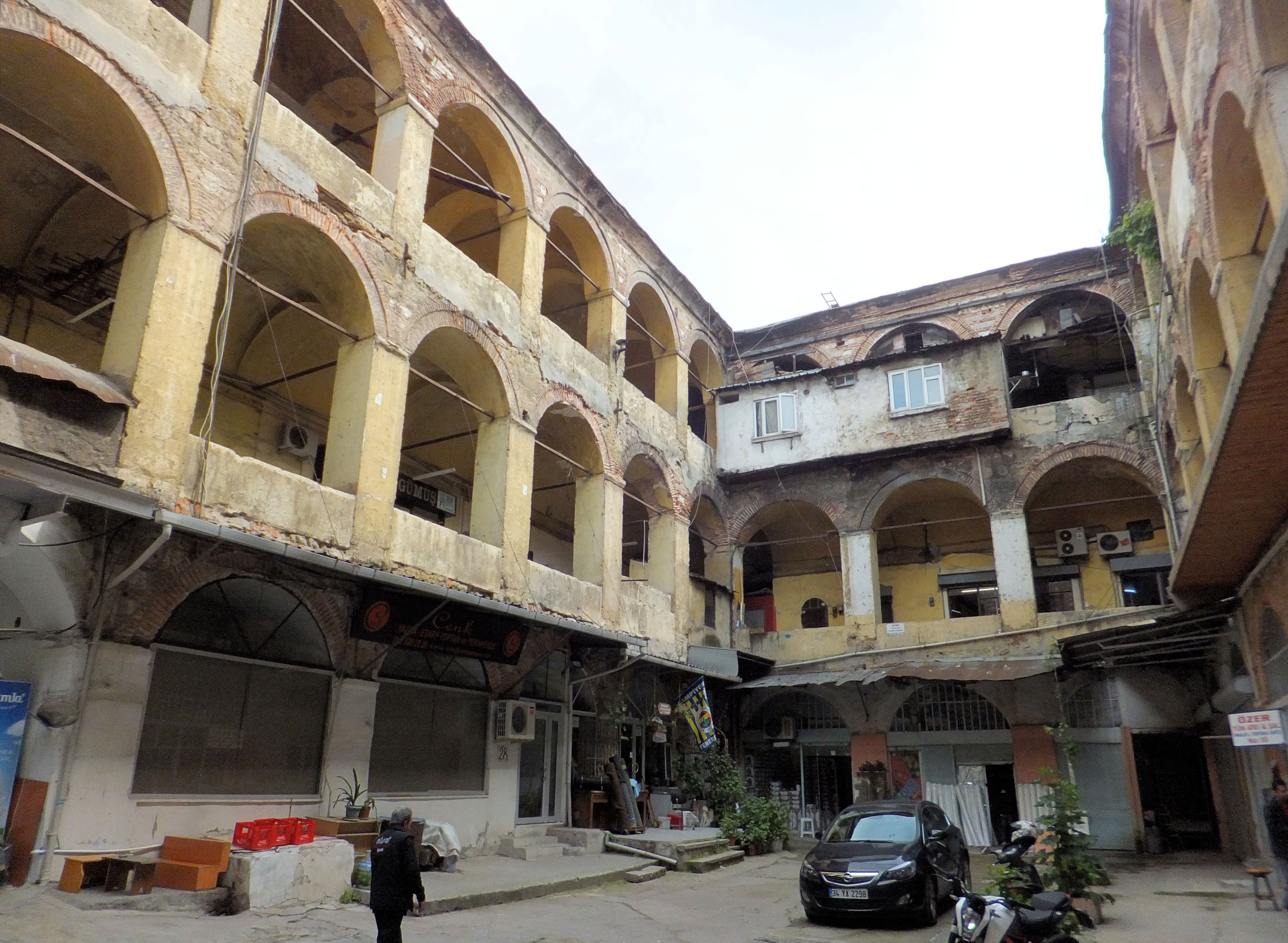
خان الجديد الكبير، الفناء الداخلي

تتكيف واجهة المبنى، حيث يقع المدخل الرئيسي، مع الشارع في الطابق الأرضي. أما في الطوابق العليا، فقد تم استخدام الكابولي المرتكز على وحدات حجرية لتصحيح الكسر في المخطط..  بهذه الطريقة، بالإضافة إلى توفير المساحة، يُسمح أيضًا بدخول الضوء إلى الغرف من الاتجاه الجنوبي الغربي.
في تلك الفترة، كانت طريقة صفين من الطوب على صف واحد من الحجارة شائعة الاستخدام،  وتم بناء الطابق الأرضي بالكامل بمواد حجرية مقطوعة.  تم بناء هيكل النزل بالكامل بنظام الجدار المتناوب.
الأجزاء التي تواجه الفناء في الطوابق محاطة بأروقة وتم تغطية الأروقة والغرف بأقواس مرآية. يشير إلى استخدام أقواس مقببة في جزء من الأروقة في الطابق الأول والطابق الأرضي.
وعلى الرغم من أنه بني على مساحة شبه منحرفة، إلا أن غرفه صممت على أعماق مختلفة بحيث كان الفناء مستطيلا. 
يُزعم أن هناك وحدة في الطابق الأرضي من المبنى، يُعتقد أنها عبارة عن صهريج، لكن لا يمكن الدخول إليها. 
تحاط أجزاء الطوابق التي تطل على الفناء بأروقة وتُغطى الأروقة والغرف بأقواس مرآية. يُشير إلى استخدام أقواس مقببة في بعض أجزاء أروقة الطابق الأول والطابق الأرضي.

## الأفلام والمسلسلات التلفزيونية
أصبح النزل الذي استضاف العديد من الأفلام مثل Salkım Hanım'ın Taneleri (1999)، Gönül Yarası (2005)، Takva (2006)، Ejder Kapanı (2010)، مشهورًا بالمسلسل التلفزيوني "Ezel". بعد ذلك، تم تصوير مشاهد فيلم قرقيعان مفسيمي (2012) والمسلسل التلفزيوني Fatmagül'ün Crime Ne (2010-2012) في بويوك يني هان.